# Kaomoji

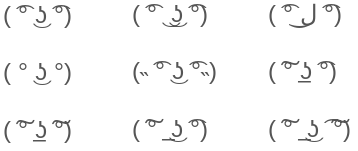
Alguns exemples de Kaomoji

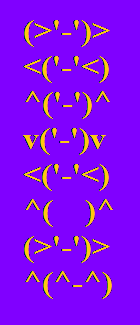

Un kaomoji és una emoticona textual d'origen japonès (kao significa cara, moji, lletra) constituïda per una breu successió de caràcters Unicode, que es llegeix segons una orientació vertical, a diferència de les emoticones textuals occidentals, que es componen amb caràcters ASCII i es llegeixen segons una orientació horitzontal.
Els Kaomoji utilitzats en les xarxes socials, sovint, són caràcters opcionals que volen donar informació addicional a les frases que els usuaris envien com a missatges emocionals. Els Kaomoji generalment traslladen informació emocional.

## Exemples deKaomoji
| Kaomoji         | Explicació                                               | Explicació Alternativa                                       |
| --------------- | -------------------------------------------------------- | ------------------------------------------------------------ |
| (^_^)           | Estic content                                            |                                                              |
| (⌣_⌣")          | Estic trist                                              |                                                              |
| ㄖꏁㄖ          | Petons                                                   |                                                              |
| -_-             | Pensar                                                   |                                                              |
| (;_;)           | Plors                                                    |                                                              |
| @_@             | Sorpresa                                                 |                                                              |
| (0_0)           | Sorprès/a                                                |                                                              |
| >_<             | Dolor                                                    |                                                              |
| m(_ _)m         | M'adormo sobre la taula                                  | Reverència                                                   |
| >-(((('>        | Peix                                                     |                                                              |
| @(^O^)@         | Coala                                                    |                                                              |
| (6_6)           | Dubte                                                    |                                                              |
| OcO~            | ulleres de John Lennon                                   |                                                              |
| (=^.^=)         | Gat                                                      |                                                              |
| (^.^)/          | Salutació                                                | Comiat amb la mà                                             |
| (*.*)           | Estic atònit/a                                           |                                                              |
| d-_-b           | Estic amb auriculars                                     |                                                              |
| X-_-X           | Estic ocupat/a                                           | M'estic fent trenes als cabells                              |
| >))$((<         | Estic arruïnat/a                                         | Pressupost ajustat                                           |
| (=_=)           | Estic avorrit                                            |                                                              |
| ¬¬ ¬ˬ¬          | Mirada de reüll                                          |                                                              |
| (::()::)        | Que milloris aviat (tiretes)                             |                                                              |
| (`}2{')         | Cara a cara                                              |                                                              |
| ^^(^.,.^)^^     | Ratpenat                                                 |                                                              |
| ~O-O~           | Mira altra vegada                                        | Necessites ulleres?                                          |
| (>-<)           | Enutjat/a                                                |                                                              |
| \(^O^)/         | Visca!                                                   |                                                              |
| (@O@)           | Estic 'grogui'                                           |                                                              |
| (Z_z)           | Amb son                                                  |                                                              |
| ($_$)           | Obsessionat/a amb els diners                             |                                                              |
| NO @>           | No siguis gallina                                        |                                                              |
| (P^_^)p q(^_^q) | Barallar-se                                              |                                                              |
| ~(*.*)~         | Nena amb cues                                            |                                                              |
| \(.:....:.)/    | Monstre                                                  |                                                              |
| ´'`\_(ò_Ó)_/´'` | Monstre                                                  |                                                              |
| \|•3•\|         | Tamagotxi                                                |                                                              |
| Oo-t(^o^)       | Fumar                                                    |                                                              |
| \M/(>_<)\m/     | Escalant un mur                                          |                                                              |
| c(O_O)o         | Marejat                                                  |                                                              |
| (ÓvÓ)           | Mussol                                                   |                                                              |
| (•.•)           | Cara d'ou                                                |                                                              |
| (0,,,0)         | Calavera                                                 |                                                              |
| ^•"•^           | Guineu                                                   |                                                              |
| ('°n°)          | Tímid pel que fa a la societat                           | Fora del culte                                               |
| UwU             | Rebent tendresa                                          |                                                              |
| OwO             | Sorprès i amb tendresa                                   | Entusiasmat o interessat                                     |
| (3>_<3) (♥_♥)   | Estic enamorat                                           |                                                              |
| (TT-TT) (;_;)   | Cridar                                                   |                                                              |
| (͡° ͜ʖ ͡°)         | Cara de Lenny                                            | Representa l'expressió valenciana: "Si t'agafe, t'espatarre" |
| ᗜˬᗜ             | Fumo (nineta comerciable de la saga de videojocs Touhou) |                                                              |